# Серафини, Камилло
Камилло Серафини (итал. Camillo Serafini; 21 апреля 1864 — 21 марта 1952) — итальянский маркиз, первый губернатор города-государства Ватикан, хранитель Нумизматического кабинета Ватикана.
После смерти Серафини новый губернатор не был назначен и этот пост оставался вакантным в течение почти пятидесяти лет, пока не был официально упразднён с введением в 2001 году Основного закона Ватикана.
Серафини и кардинал Доменико Серафини являлись родственниками.
Опубликовал ряд работ о папских монетах и печатях.

## Произведения
- Камилло Серафини, «Catalogo delle monete e bolle plumbee pontificie del Medagliere Vaticano»
- Камилло Серафини, «Le monete e le bolle plumbee pontificie del Medagliere Vaticano»
- Камилло Серафини, "Della collezione di Celati di monete pontificie acquistata per il Medagliere Vaticano dal Pontefice Benedetto XV.
- Камилло Серафини, «L’arte nei ritratti della moneta romana repubblicana»
- Камилло Серафини, «Saggio intorno alle monete e medaglioni antichi ritrovati nelle catacombe di Panfilo sulla via Salaria Vetus in Roma, in Scritti in onore di Bartolomeo Nogara raccolti in occasione del suo LXX anno, Roma, Tipografia del Senato», 1937.

## Награды
- Командор Ордена Святого Григория Великого.